# Strobilanthes jeyporensis
Strobilanthes jeyporensis är en akantusväxtart som beskrevs av Richard Henry Beddome. Strobilanthes jeyporensis ingår i släktet Strobilanthes och familjen akantusväxter. Inga underarter finns listade i Catalogue of Life.